# Język starofrancuski

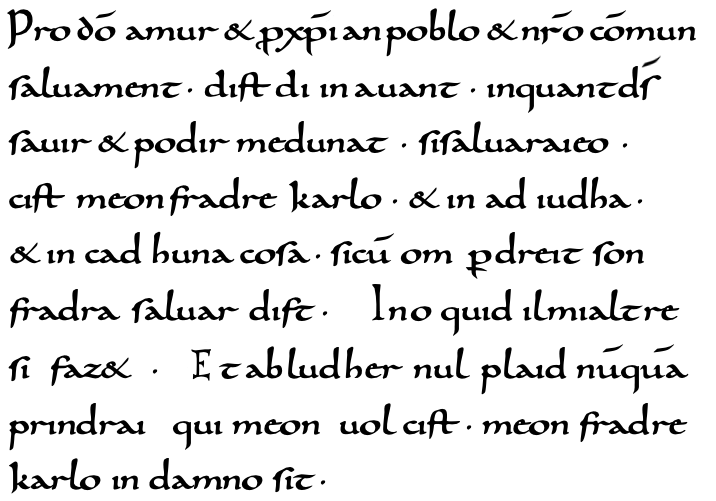
Faksymile przysięgi strasburskiej – przykład języka starofrancuskiego

Język starofrancuski – grupa poddialektów romańskich z rodziny langues d’oïl, używanych od ok. IX do XIV wieku n.e. na terytorium współczesnej północnej części Francji, a także części Szwajcarii i Belgii. Na rozwój języka starofrancuskiego główny wpływ miały ludowe dialekty łacińskie północnej Galii, oraz germański język frankijski. Od XIV w. na bazie dialektu Île-de-France zaczął wykształcać się język francuski.
Jednym z najstarszych zachowanych zabytków języka starofrancuskiego jest tekst przysięgi strasburskiej z połowy IX w.n.e.